# Сент-Мари-о-Мин (кантон)
Сент-Мари-о-Мин (фр. Sainte-Marie-aux-Mines) — кантон на северо-востоке Франции в регионе Гранд-Эст (бывший Эльзас — Шампань — Арденны — Лотарингия), департамент Верхний Рейн, округ Кольмар — Рибовилле. Кантон был создан 15 февраля 1793 года, затем изменён в 1801 и 1919 году и преобразован 22 марта 2015 года. После реформы кантон включает в себя 30 коммун.

## История
Кантон образован в 1793 году. До марта 2015 года был административным центром для 5 коммун округа Рибовилле:
| Код INSEE | Коммуна         | Французское название   | Площадь, км² | Население, чел. (2012) |
| --------- | --------------- | ---------------------- | ------------ | ---------------------- |
| 68014     | Обюр            | Aubure                 | 4,9          | 355                    |
| 68185     | Льевр           | Lièpvre                | 12,55        | 1710                   |
| 68283     | Ромбак-ле-Фран  | Rombach-le-Franc       | 17,87        | 834                    |
| 68294     | Сент-Круа-о-Мин | Sainte-Croix-aux-Mines | 27,85        | 2021                   |
| 68298     | Сент-Мари-о-Мин | Sainte-Marie-aux-Mines | 45,23        | 5290                   |

Кантон преобразован в соответствии с декретом от 21 февраля 2014 года, предписывающим сокращение числа кантонов департамента Верхний Рейн с 31-го до 17-ти. В результате реформы, к существующим 5 коммунам добавлено: из состава кантона Кайзерсберг — 10 коммун (Аммершвир, Бебленхайм, Беннвир, Зелленберг, Кайзерсберг, Каценталь, Кьенцхайм, Миттельвир, Риквир, Сигольсайм), из состава упразднённого кантона Лапутруа — 5 коммун (Лабарош, Лапутруа, Ле-Боном, Орбе, Фрелан), из состава упразднённого кантона Рибовилле передано 10 коммун (Бергем, Гемар, Ильяэзерн, Остайм, Рибовилле, Родерн, Роршвир, Сент-Ипполит, Танненкирш, Юнавир). Официальная дата создания нового кантона — 22 марта 2015 года. По данным INSEE с марта 2015 года в составе кантона 30 коммун, совокупная численность населения — 44 843 человека (2012).
Начиная с выборов в марте 2015 года, советники избираются по смешанной системе (мажоритарной и пропорциональной). Избиратели каждого кантона выбирают Совет департамента (новое название генерального Совета): двух советников разного пола. Этот новый механизм голосования потребовал перераспределения коммун по кантонам, количество которых в департаменте уменьшилось вдвое с округлением итоговой величины вверх до нечётного числа в соответствии с условиями минимального порога, определённого статьёй 4 закона от 17 мая 2013 года. В результате пересмотра общее количество кантонов департамента Верхний Рейн в 2015 году уменьшилось с 31-го до 17-ти.
Советники департаментов избираются сроком на 6 лет. Выборы территориальных и генеральных советников проводят по смешанной системе: 80 % мест распределяется по мажоритарной системе и 20 % — по пропорциональной системе на основе списка департаментов. В соответствии с действующей во Франции избирательной системой для победы на выборах кандидату в первом туре необходимо получить абсолютное большинство голосов (то есть больше половины голосов из числа не менее 25 % зарегистрированных избирателей). В случае, когда по результатам первого тура ни один кандидат не набирает абсолютного большинства голосов, проводится второй тур голосования. К участию во втором туре допускаются только те кандидаты, которые в первом туре получили поддержку не менее 12,5 % от зарегистрированных и проголосовавших «за» избирателей. При этом, для победы во втором туре выборов достаточно простого большинства (побеждает кандидат, набравший наибольшее число голосов).

## Консулы кантона
| Период      | Консул           | Должность                               |
| ----------- | ---------------- | --------------------------------------- |
| 1945 — 1949 | Georges Balland  |                                         |
| 1949 — 1955 | Auguste Schmitt  |                                         |
| 1955 — 1961 | Louis Marchal    | Мэр коммуны Сент-Мари-о-Мин (1954—1965) |
| 1961 — 1998 | Guy Naudo        | Мэр коммуны Льевр (1959—1977)           |
| 1998 — 1999 | Raymond Hestin   | Мэр коммуны Ромбак-ле-Фран (1986—1999)  |
| 1999 — 2004 | Jacques Loëss    |                                         |
| 2004 — 2015 | Christian Chaton |                                         |

После реформы 2015 года консулов избирают парами:
| Консулы кантона после реформы 2015 года: | Консулы кантона после реформы 2015 года: | Консулы кантона после реформы 2015 года: | Консулы кантона после реформы 2015 года: |
| Период                                   | Пара консулов                            | Статус                                   | Должность                                |
| ---------------------------------------- | ---------------------------------------- | ---------------------------------------- | ---------------------------------------- |
| 2015 — 2021                              | Pierre Bihl                              | LR                                       | Мэр коммуны Бергхайм                     |
| 2015 — 2021                              | Émilie Helderlé                          | DVD                                      | Мэр коммуны Орбе                         |

## Список коммун
С марта 2015 года кантону подчинены 30 коммун:
| Код INSEE | Коммуна         | Французское название   | Почтовый индекс | Площадь, км² | Население (2012) | Плотность, чел/км² |
| --------- | --------------- | ---------------------- | --------------- | ------------ | ---------------- | ------------------ |
| 68005     | Аммершвир       | Ammerschwihr           | 68770           | 19,66        | 1773             | 90,2               |
| 68014     | Обюр            | Aubure                 | 68150           | 4,9          | 355              | 72,5               |
| 68023     | Бебленхайм      | Beblenheim             | 68980           | 5,61         | 984              | 175,4              |
| 68026     | Беннвир         | Bennwihr               | 68630 68126     | 6,59         | 1243             | 188,6              |
| 68028     | Бергем          | Bergheim               | 68750           | 19,16        | 1941             | 101,3              |
| 68044     | Ле-Боном        | Le Bonhomme            | 68650           | 21,98        | 812              | 36,9               |
| 68097     | Фрелан          | Fréland                | 68240           | 19,74        | 1377             | 69,8               |
| 68113     | Гемар           | Guémar                 | 68970           | 18,22        | 1352             | 74,2               |
| 68147     | Юнавир          | Hunawihr               | 68150           | 4,81         | 589              | 122,5              |
| 68153     | Ильяэзерн       | Illhaeusern            | 68970           | 10,46        | 669              | 64,0               |
| 68161     | Каценталь       | Katzenthal             | 68230           | 3,5          | 538              | 153,7              |
| 68162     | Кайзерсберг     | Kaysersberg            | 68240           | 24,82        | 2705             | 109,0              |
| 68164     | Кьенцхайм       | Kientzheim             | 68240           | 4,83         | 729              | 151,0              |
| 68173     | Лабарош         | Labaroche              | 68910           | 13,44        | 2244             | 167,0              |
| 68175     | Лапутруа        | Lapoutroie             | 68650           | 21,12        | 1924             | 91,1               |
| 68185     | Льевр           | Lièpvre                | 68660           | 12,55        | 1710             | 136,3              |
| 68209     | Миттельвир      | Mittelwihr             | 68630           | 2,42         | 831              | 343,4              |
| 68249     | Орбе            | Orbey                  | 68370           | 46,02        | 3647             | 79,3               |
| 68252     | Остайм          | Ostheim                | 68150           | 8,16         | 1568             | 192,2              |
| 68269     | Рибовилле       | Ribeauvillé            | 68150           | 32,21        | 4806             | 149,2              |
| 68277     | Риквир          | Riquewihr              | 68340           | 17,04        | 1164             | 68,3               |
| 68280     | Родерн          | Rodern                 | 68590           | 7,05         | 334              | 47,4               |
| 68283     | Ромбак-ле-Фран  | Rombach-le-Franc       | 68660           | 17,87        | 834              | 46,7               |
| 68285     | Роршвир         | Rorschwihr             | 68590           | 2,47         | 392              | 158,7              |
| 68294     | Сент-Круа-о-Мин | Sainte-Croix-aux-Mines | 68160           | 27,85        | 2021             | 72,6               |
| 68296     | Сент-Ипполит    | Saint-Hippolyte        | 68590           | 17,86        | 1028             | 57,6               |
| 68298     | Сент-Мари-о-Мин | Sainte-Marie-aux-Mines | 68160           | 45,23        | 5290             | 117,0              |
| 68310     | Сигольсайм      | Sigolsheim             | 68240           | 5,8          | 1183             | 204,0              |
| 68335     | Танненкирш      | Thannenkirch           | 68590           | 4,6          | 443              | 96,3               |
| 68383     | Зелленберг      | Zellenberg             | 68340           | 4,96         | 357              | 72,0               |